# Marina crenulata
Marina crenulata är en ärtväxtart som först beskrevs av William Jackson Hooker och George Arnott Walker Arnott, och fick sitt nu gällande namn av Rupert Charles Barneby. Marina crenulata ingår i släktet Marina och familjen ärtväxter.

## Underarter
Arten delas in i följande underarter:
- M. c. crenulata
- M. c. stipulacea